# 富山県道216号小倉笹倉線
富山県道216号小倉笹倉線（とやまけんどう216ごう おぐらささくらせん）は富山県富山市内を通る一般県道である。

## 概要

### 路線データ
- 起点：富山県富山市婦中町小倉（国道472号交点）
- 終点：富山県富山市婦中町笹倉（国道359号・富山県道68号富山外郭環状線交点）
- 延長：4,164m

## 沿革
- 1960年（昭和35年）4月23日 - 認定[1]

## 地理

### 通過する自治体
- 富山県
  - 富山市

### 接続する道路
- 国道472号（起点：小倉交差点）
- 富山県道219号杉田高日附線（富山市婦中町高日附）
- 国道359号・富山県道68号富山外郭環状線（終点：笹倉交差点）

### 周辺
- JR高山本線
  - 千里駅
  - 速星駅
- 富山市立神保小学校
- 富山市立速星小学校
- 神保郵便局
- 田中精密工業 婦中製造部
- 津根精機 本社・工機事業部
- アイシン新和 婦中工場（アイシン高丘関連会社）
- 天龍工業 富山工場
- 三菱ふそうバス製造 本社・工場
- 北陸PG（YKK AP関連会社）
- パピ・婦中ショッピングセンター
  - オレンジマート パピ店
- コメリハードアンドグリーン 婦中店